# Anilios batillus
Anilios batillus är en ormart som beskrevs av Waite 1894. Anilios batillus ingår i släktet Anilios och familjen maskormar. Inga underarter finns listade i Catalogue of Life.
Denna orm förekommer i en mindre region vid staden Wagga Wagga i Australien i delstaten New South Wales. Det är inte dokumenterat i vilket habitat exemplaren hittades. Det är inget känt om populationens storlek och möjliga hot. IUCN listar arten med kunskapsbrist (DD).